# Trucada a llarga distància
"Trucada a llarga distància" (títol original en anglès "Long Distance Call") és el vint-i-dosè episodi de la segona temporada, i el 58è total de la sèrie de televisió d'antologia La Dimensió Desconeguda. Es va emetre originalment el 31 de març de 1961 a CBS. Ha estat doblat al català i emès per TV3. A l'episodi, un nen de 5 anys anomenat Billy es comunica amb la seva àvia morta mitjançant un telèfon de joguina que li va regalar el dia del seu aniversari. Va ser un dels sis episodis de la segona temporada que es va gravar en cinta de vídeo en un experiment de curta durada amb l'objectiu de reduir costos.

## Narració d'obertura
La narració comença uns minuts després de l'episodi:
| « | Com deu ser obvi, aquesta és una casa sobre la qual planeja el Sr. Mort, un jugador omnipresent al tercer i últim acte de cada vida. I s'ha dit, i probablement amb raó, que el que segueix aquesta vida és un dels misteris insondables, una zona de foscor que nosaltres, els vius, reservem per als morts, o això es diu. Perquè d'aquí a un moment, un nen intentarà creuar aquell pont que separa la llum i l'ombra i, per descomptat, haurà d'agafar l'única ruta coneguda, aquella carretera indistinta per la regió que anomenem La Dimensió Desconeguda. | » |

## Argument
L'estimada àvia de Billy visita la seva festa del seu cinquè aniversari, tot i ser mortalment fràgil. Li dóna al noi un telèfon de joguina, dient-li que sempre pot parlar amb ella. Aleshores es torna greument feble i delirant, no reconeix el seu fill Chris i s'imagina que Billy és el seu fill, abans de morir.
Els pares de Billy, especialment la seva mare Sylvia, es preocupen quan ell passa tot el temps parlant amb la seva àvia al telèfon de joguina. Diu que ella li diu que està sola i el troba a faltar. Mentre els pares estan al seu funeral, Billy surt corrent davant d'un cotxe. El conductor, que amb prou feines aconsegueix apartar-se del camí, informa que Billy va dir que algú li va dir que ho fes. Quan el seu pare li pregunta per què ho va fer, Billy diu que no ho sap. Chris intenta explicar que l'àvia ha mort i li demana que no faci servir el telèfon de joguina davant de la seva mare. Comenta amb la Sylvia com la seva mare va tenir dos fills abans que ell, tots dos van morir, motiu pel qual estava tan lligada a ell i sobretot a Billy, que li va recordar en Chris i l'ajudava a oblidar anys de pèrdua.
Aquella nit, la Sylvia es desperta pel so de Billy parlant i rient. Anant a la seva habitació, ella li agafa el telèfon de les mans, però es sorprèn quan escolta l'àvia i el deixa caure; trencant-lo sense voler en el procés. En Billy, molest, surt corrents de l'habitació. En Chris i la Sylvia el busquen i s'espanten al trobar-lo boca avall a la piscina del jardí.
Un auxiliar de l'ambulància informa als pares que les possibilitats de Billy no són bones. Chris puja a l'habitació d'en Billy, agafa el telèfon de joguina i demana a la seva mare que li torni a Billy i li permeti experimentar la vida. Li suplica que si realment l'estima, el deixarà viure. A la planta baixa, els esforços dels assistents per reviure Billy tenen èxit, i quan Chris s'uneix a ells, ell i la Sylvia s'abracen, alleujats.

## Narració de cloenda
| « | Un telèfon de joguina, un acte de fe, un conjunt de circumstàncies improbables, tots es combinen per sondejar un misteri, esbrinar una profunditat, enviar una faceta de llum a una regió posterior fosca, per creure o no creure, depenent del vostre marc de referència. Un fet o una fantasia, una substància o una ombra, però tot plegat forma molt part de La Dimensió Desconeguda. | » |

## Repartiment
- Philip Abbott com a Chris Bayles
- Lili Darvas com l'àvia Bayles
- Patricia Smith com Sylvia Bayles
- Bill Mumy com a Billy Bayles
- Jenny Maxwell com a Shirley
- Reid Hammond com el Sr. Peterson
- Henry Hunter com el Dr. Unger
- Lew Brown com a bomber
- Arch Johnson com a bomber
- Jutta Parr com a infermera

## Producció
Quan va començar la segona temporada de La Dimensió Desconeguda, la producció va ser informada per CBS que amb uns 65.000 dòlars per episodi, el programa estava superant el seu pressupost. El novembre de 1960 ja es van rodar 16 episodis, més de la meitat dels 29 projectats, i cinc d'ells s'havien emès. Es va decidir que sis episodis consecutius (codi de producció #173-3662 a #173-3667) es gravarien en vídeo a CBS Television City a la manera d'un drama en directe i després es transferirien a una pel·lícula de 16 mil·límetres per a la futura redifussió. Els possibles estalvis van ascendir a només uns 30.000 dòlars per a les sis entrades, cosa que es va considerar insuficient per compensar la pèrdua de profunditat de perspectiva visual que només podia oferir la pel·lícula. Els espectacles van acabar semblant poc millor que les telenovel·les i, com a resultat, l'experiment es va considerar un fracàs i no es va tornar a intentar mai més.  "Trucada a llarga distància" va ser l'últim d'aquests sis episodis que es va emetre.
L'episodi es va originar com un guió d'especificacions de Maxwell Sanford titulat "Party Line" que va ser enviat als productors a través de l'amic de Sanford, Richard Matheson (que el 1953 havia escrit un relat curt sense relació titulat "Trucada de llarga distància", sobre una dona que rep misterioses trucades telefòniques d'un cementiri). Charles Beaumont es va oferir a fer revisions i va acabar agafant un crèdit conjunt a la pantalla amb un Bill Idelson en el seu lloc. Sanford, (nom complet Maxwell Sanford Miller) també va ser un advocat d'entreteniment i va impugnar amb èxit el crèdit a través del Sindicat de Guionistes dels Estats Units. A partir d'aleshores, el crèdit d'escriptura es va canviar a Maxwell Sanford. Segons Martin Grams Jr al seu llibre sobre la sèrie, l'episodi va estar subjecte a almenys dues reclamacions de plagi separades pel que fa a l'autoria.